# Alvin und die Chipmunks 3: Chipbruch
Alvin und die Chipmunks 3: Chipbruch (Originaltitel: Alvin and the Chipmunks: Chipwrecked) ist eine Filmkomödie aus dem Jahr 2011 von Regisseur Mike Mitchell. Wie die Vorgänger Alvin und die Chipmunks – Der Kinofilm sowie Alvin und die Chipmunks 2 ist der Film eine Kombination aus Realfilm und Computeranimation und basiert auf der von Ross Bagdasarian erfundenen Musikgruppe Alvin und die Chipmunks.

## Handlung
Dave will gemeinsam mit den Chipmunks Alvin, Simon und Theodore sowie den Chipettes Brittany, Jeanette und Eleanor einen erholsamen Urlaub auf einem Kreuzfahrtschiff verbringen. Doch die Streifenhörnchen haben nur Unsinn im Sinn, allen voran Alvin. Als Dave sich beim Abendessen mit dem Kapitän für das Fehlverhalten von Alvin entschuldigen will, verschwinden alle außer Theodore unerlaubt aus der Kabine. Die Chipettes gehen zum Tanzen in die Disco, und Alvin besucht das Casino, wobei ihm Simon folgt. Zuvor hat Alvin den Fernseher in der Kabine von der Kindersendung Hallo Lolly auf den Horrorfilm Dschungelmonster 4 umgeschaltet. Dave findet inzwischen heraus, dass hinter der als Pelikan verkleideten Person, die als Maskottchen und Spaßmacher auf dem Schiff arbeitet, Ian steckt, der bei seiner Plattenfirma zuvor seinen Job verloren hatte. 
Die Streifenhörnchen sollen von nun an in der Kabine bleiben und dürfen an Deck nur in einer Ecke Shuffleboard spielen, was alle langweilt. Als Dave auf seiner Liege einschläft, nutzt Alvin die Gelegenheit, um sich an einen Drachen zu hängen und mit diesem über dem Schiff zu fliegen, während die anderen das Drachenseil halten. Als alle sechs Streifenhörnchen vom Drachen weggetragen werden, wacht Dave auf und versucht mit einem Hängegleiter hinterherzufliegen. Doch als Ian versucht ihn aufzuhalten, heben beide ab und stürzen kurz darauf ins Meer. Die Streifenhörnchen landen inzwischen auf einer tropischen Insel, auf der später auch Dave und Ian angeschwemmt werden.
Auf der Insel treffen die Streifenhörnchen auf Zoe, eine Frau, die bereits viele Jahre allein auf der Insel lebt. Nachdem Simon von einer Spinne gebissen wurde, erkennt er, dass es sich dabei um eine Phoneutria bahiensis handelt, deren Nervengift zu einer Persönlichkeitsveränderung führt, wie es bereits bei Zoe passiert ist. Simon nennt sich nun französisch und wird zum Draufgänger. Alvin ist davon wenig begeistert, dass Simon nun von allen als der Spaßige betrachtet wird und auch Brittany ist neidisch, da Jeanette von Simon mit Aufmerksamkeit überschüttet wird. Unter anderem schenkt er ihr einen Armreif, welchen er in einer Höhle hinter einem Wasserfall findet. Dies macht Zoe aufmerksam, da der Armreif zu einem Schatz gehört, welchen sie seit Jahren auf der Insel sucht. 
Da Alvin merkt, dass er durch sein spießiges Verhalten Dave immer mehr ähnelt, versucht er Verantwortung zu übernehmen. Brittany ist von    seinem Verhalten angewidert, macht es ihm aber nach, da durch Simons Verhalten alle anderen eher darauf aus sind Spaß zu haben. Beide bauen ein Baumhaus und entdecken kurz darauf einen Vulkan. Währenddessen machen sich Simon und Theodore auf die Suche nach Dave und werden auch Fündig. Zoë entführt Jeanette, damit sie für Zoe den Schatz bergen kann. Diese wird aber durch Dave, Alvin und Ian wieder in die Realität gebracht und durch Zusammenarbeit gelingt es ihnen Ein Floß zu bauen. 
Als der Vulkan auf der Insel ausbricht, gelingt es ihnen gerade noch rechtzeitig, mit dem Floß aufs Meer zu flüchten. Sie werden von einem Hubschrauber gerettet und treten schließlich bei den International Music Awards auf.

## Synchronisation
| Rolle            | Schauspieler                 | Deutsche Stimme  |
| ---------------- | ---------------------------- | ---------------- |
| Dave Seville     | Jason Lee                    | Peter Flechtner  |
| Ian Hawke        | David Cross                  | Stefan Krause    |
| Zoe              | Jenny Slate                  | Ilona Otto       |
| Alvin            | Justin Long (Stimme)         | Olaf Reichmann   |
| Simon            | Matthew Gray Gubler (Stimme) | Marius Clarén    |
| Theodore         | Jesse McCartney (Stimme)     | Rainer Fritzsche |
| Eleanor          | Amy Poehler (Stimme)         | Selina Herrero   |
| Jeanette         | Anna Faris (Stimme)          | Leonore Bartsch  |
| Brittany         | Christina Applegate (Stimme) | Ronja Hilbig     |
| Simone           | Alan Tudyk (Stimme)          | Marius Clarén    |
| Kapitän Correlli | Andy Buckley                 | Oliver Siebeck   |

## Hintergrund
- Wie bereits im zweiten Kinofilm wurden in der deutschen Fassung die Chipettes wieder von den Sängerinnen der Girlband Queensberry synchronisiert.[3]

- Die Produktionskosten wurden auf 75 Millionen US-Dollar geschätzt. Der Film spielte in den Kinos weltweit rund 342 Millionen US-Dollar ein, davon 133 Millionen US-Dollar in den USA und 13 Millionen US-Dollar in Deutschland.[4]

- Kinostart in den USA war am 16. Dezember 2011, in Deutschland am 22. Dezember 2011.

## Kritiken
„Die Gesangseinlagen sind teilweise ziemlich schrill und hoch. […] Wer die nicht mag, sollte die Finger - oder besser die Ohren - von diesem Film lassen. Auch wer anspruchsvolle, tiefgründige und eher leise Kinderfilme bevorzugt, ist hier falsch. […] "Alvin und die Chipmunks 3: Chipbruch" ist ohne Altersbeschränkung freigegeben. Dennoch ist der Film erst ab etwa sechs Jahren empfehlenswert. […] Die einsamen und dunklen Nächte, die die Chipmunks auf der Insel verbringen müssen, könnten kleineren Kindern Angst einjagen, genau wie der Vulkanausbruch. Auch die rasanten Bildwechsel und Dialoge werden Kindergartenkinder überfordern.“

„Gut, die Chipmunks und ihre weiblichen Gegenstücke, die Chipettes, sind als drollige Pop-Streifenhörnchen durchaus possierlich anzuschauen. Sobald sie allerdings ihre Mäulchen öffnen, um mit ihren heliumhohen Stimmchen zu sprechen oder, schlimmer noch, zu singen, wird es für fast alle Anwesenden anstrengend. Nur die ganz junge Zielgruppe scheint diesbezüglich resistent und überhaupt nicht schmerzempfindlich zu sein. Anders ist es zumindest nicht zu erklären, dass die beiden Vorgängerfilme so erfolgreich waren, dass der dritte Teil zwangsläufig kommen musste. Für "Alvin und die Chipmunks 3: Chipbruch" wurde nun einmal mehr ein loses und überraschungsfreies Story-Gebilde entworfen.“

„Die Chipmunks sind zurück und führen ihren geistlosen Kurs weiter fort. Abgesehen von der perfekt integrierten Computeranimation der Streifenhörnchenbande, hat der Film ganz wenig Unterhaltung zu bieten. Achtung: Ein Film, der den Geschmack kleiner Kinogänger verderben könnte.“

„Amüsanter Kinderfilm, der in der Tier-Mensch-Konstellation klassische Eltern-Kind-Konflikte komödiantisch überspitzt ausagiert und damit sogar über die gewöhnungsbedürftigen "Sangeskünste" seiner computeranimierten Stars hinweg tröstet.“

## Soundtrack
1. Party Rock Anthem – The Chipmunks and the Chipettes
2. Bad Romance – The Chipmunks and the Chipettes
3. Trouble – The Chipmunks and the Chipettes
4. Whip My Hair – The Chipettes
5. Vacation – The Chipmunks and the Chipettes feat. BASKO
6. We Have Arrived – RAE feat. Classic
7. Say Hey – The Chipmunks and the Chipettes feat. Nomadik
8. Real Wild Child – The Chipmunks and the Chipettes feat. Nomadik
9. S.O.S. – The Chipettes
10. We No Speak Americano / Conga – The Chipettes feat. Barnetta DaFonseca
11. Survivor – The Chipettes
12. Born This Way / Ain’t No Stoppin’ Us Now / Firework – The Chipmunks and the Chipettes

## Auszeichnungen
- Nickelodeon Kids’ Choice Awards 2012, Kategorie Lieblings-Kinofilm

## Fortsetzung
Im Dezember 2015 wurde mit Alvin und die Chipmunks: Road Chip (Alvin and the Chipmunks: The Road Chip) ein weiterer Teil der Reihe veröffentlicht.